# Fredrik Adolf Beins
Fredrik Adolf Beins (Borger, 20 maart 1882 - Bilthoven, 18 mei 1968) was een Nederlandse burgemeester.

## Leven en werk
Beins was een zoon van de molenaar Jan Fredrik Adolf Beins en de vroedvrouw IJda Weijer. Hij was voordat hij in 1922 burgemeester van Vlagtwedde werd achtereenvolgens gemeentesecretaris van het Overijsselse Hasselt en van 1913 tot 1922 gemeentesecretaris van het Friese Franekeradeel. Hij trouwde op 29 maart 1911 te Franeker met Rienkje Hibma. In 1922 werd hij benoemd tot burgemeester van de Groningse gemeente Vlagtwedde.
In de jaren dertig van de 20e eeuw probeerden vluchtelingen uit de concentratiekampen in het Duitse Emsland regelmatig naar Nederland te ontsnappen en staken de grens over in de gemeente Vlagtwedde. Beins waarschuwde de bevolking tegen iedere vorm van hulpverlening aan deze vluchtelingen, die allen misdadigers zouden zijn. Zijn opstelling werd in de communistische krant De Tribune fel gehekeld vanwege het feit dat er ook politieke vluchtelingen ontsnapten uit de kampen.
In de meidagen van 1940 was de gemeente Vlagtwedde de enige Groningse gemeente die besloot noodgeld uit te geven. Beins gaf als burgemeester van Vlagtwedde waardebonnen van één en van drie gulden uit, die door uitkeringsgerechtigden en ambtenaren ingewisseld konden worden zodra er op het gemeentehuis weer contant geld aanwezig was.
Naar hem is het Burgemeester Beinsdorp bij Ter Apel genoemd. Beins was tot 28 januari 1946 burgemeester van Vlagtwedde. Hij overleed in mei 1968 op 86-jarige leeftijd in Bilthoven.

### Ontslag
Na de bevrijding werd Beins geschorst als burgemeester. Op 28 januari 1946 werd Beins ongevraagd eervol ontslag verleend als burgemeester en ambtenaar van de burgerlijke stand. Hierbij werd gebruikgemaakt van artikel 1 sub a van het Koninklijk Besluit van 10 oktober 1945 dat het mogelijk maakte ambtenaren te ontslaan die niet op grond van termen in het Zuiveringsbesluit van 1945 konden worden ontslagen. De houding van zo'n ambtenaar ten tijde van de bezetting moest zodanig zijn geweest dat deze "in zijn betrekking niet kon worden gehandhaafd".
Beins ging tegen dit ontslag in beroep. Op 26 januari 1954 werd zijn beroep voor wat betreft het tegen hem verleende ontslag als burgemeester niet-ontvankelijk verklaard. De beschikking waarin hij als ambtenaar van de burgerlijke stand werd ontslagen, werd wel vernietigd.